# Buibui abyssinica
Espèce
Buibui abyssinica est une espèce d'araignées aranéomorphes de la famille des Cyatholipidae.

## Distribution
Cette espèce est endémique d'Éthiopie.

## Description
Le mâle holotype mesure 2,55 mm et la femelle paratype 2,66 mm.

## Systématique et taxinomie
Cette espèce a été décrite par Griswold en 2001.

## Étymologie
Son nom d'espèce lui a été donné en référence au lieu de sa découverte, l'Abyssinie.

## Publication originale
- Griswold, 2001 : « A monograph of the living world genera and Afrotropical species of cyatholipid spiders (Araneae, Orbiculariae, Araneoidea, Cyatholipidae). » Memoirs of the California Academy of Sciences, vol. 26, p. 1-251 (texte intégral).